# 브라질 대의원
브라질 대의원(브라질 포르투갈어: Câmara dos Deputados)은 브라질의 연방 입법부인 브라질 국민회의에서 하원에 해당하는 의회이다. 정원은 513명으로, 하원의원은 총선거에서 비례대표제로 선출되며 모두 4년의 임기를 가진다. 인구에 따라 주마다 다른 수의 하원의원을 선출하나 그 수는 주마다 8명 이상 70명 이하의 범위를 넘지 말아야 한다.

## 같이 보기
- 브라질 국민회의
- 브라질 연방상원